# Jordania en los Juegos Mundiales de Breslavia 2017
Jordania fue uno de los 102 países que participaron en los Juegos Mundiales de 2017 celebrados en la ciudad de Breslavia, Polonia. Jordania envió una delegación de cinco atletas, dos mujeres y tres hombres, que compitieron en tres deportes.
Jordania terminó esta edición de los Juegos Mundiales con una medalla de plata, con lo cual mejoraron su participación en Cali 2013, donde no obtuvieron ningún metal.
Con su medalla, Jordania ocupó la posición 52 del medallero, empatando con Grecia y San Marino.
| Oro | Plata | Bronce |
| --- | ----- | ------ |
| 0   | 1     | 0      |

## Delegación

### Ju-Jitsu
| Atleta                               | Categoría       | Fase de grupos       | Fase de grupos | Fase de grupos               | Fase de grupos | Cuartos de final | Cuartos de final | Semifinal             | Semifinal | Final                | Final     | Posición         |
| Atleta                               | Categoría       | Oponente             | Resultado      | Oponente                     | Resultado      | Oponente         | Resultado        | Oponente              | Resultado | Oponente             | Resultado | Posición         |
| ------------------------------------ | --------------- | -------------------- | -------------- | ---------------------------- | -------------- | ---------------- | ---------------- | --------------------- | --------- | -------------------- | --------- | ---------------- |
| Masculino                            |                 |                      |                |                              |                |                  |                  |                       |           |                      |           |                  |
| Haidar Haitham Abdelkarim Al-Rasheed | Ne Waza 85kg    | # Abdulbari Guseinov | 0:100          | # Abdurahmanhaji Murtazaliev | 4:2            | –                | –                | # Daniel de Maddalena | 2:4       | # Abdulbari Guseinov | 0:100     | 4                |
| Femenino                             |                 |                      |                |                              |                |                  |                  |                       |           |                      |           |                  |
| Luma Hatem Sharif Alqubaj            | Ne-Waza Abierta | –                    | –              | –                            | –              | Exenta           | Exenta           | # Emilia Mackowiak    | 27:0      | # Amal Amjahid       | 0:1       | Medalla de plata |

### Kickboxing
| Masculino              |       |                  |                      |           |           |           |           |           |           |           |
| Ali Ahmad Khalaf Hasan | 71 kg | # Vitalii Dubina | 0:3                  | Eliminado | Eliminado | Eliminado | Eliminado | Eliminado | Eliminado | Eliminado |
| Femenino               |       |                  |                      |           |           |           |           |           |           |           |
| Baraah Al-Absi         | 65 kg | # Kaitlin Young  | Perdedora por nocaut | Eliminada | Eliminada | Eliminada | Eliminada | Eliminada | Eliminada | Eliminada |

### Muay thai
| Masculino       |       |             |       |           |           |           |           |           |           |           |
| Mohammad Salama | 81 kg | # Ali Dogan | 27:30 | Eliminado | Eliminado | Eliminado | Eliminado | Eliminado | Eliminado | Eliminado |

- Datos: Q40240731